# Aeroportul Makabana
Aeroportul Makabana (IATA: KMK, ICAO: FCPA) este un aeroport din Republica Congo ce deservește zona Makabana⁠(d). A fost numit după zona deservită.
Situat la o altitudine de 160 m, aeroportul dispune de o singură pistă.